# فينبروميثامين
فينبروميثامين (بالإنجليزية: Phenpromethamine)‏ هو دواءٌ مزيلٌ للاحتقان محاكيٌ للودي ضمن مجموعة الفينيثيلامينات.
سوِق هذا الدواء سابقًا بخاخًا أنفيًّا من 1943 حتى 1960، ولكنه لم يعد متاحًا. هذا الدواء منبهٌ، وتحظره الوكالة العالمية لمكافحة المنشطات. تم اكتشاف فينبروميثامين في المكملات الغذائية بدءاً من العقد 2010.